# Cambridge Union Society
Die Cambridge Union Society (kurz CUS), auch als The Cambridge Union oder einfach Cambridge Union bezeichnet, ist ein Debattierclub im britischen Cambridge und die älteste Studentenverbindung der Universität Cambridge. Der Club wurde 1815 gegründet und gilt damit als ältester studentischer Debattierclub der Welt. Er diente damit als Vorlage für zahlreiche weitere Gründungen, unter anderem der Oxford Union 1823 und der Yale Political Union 1934. Die Mitgliedschaft steht Studierenden der Universität Cambridge sowie der Anglia Ruskin University zu.
Viele der hier ausgetragenen Debatten erregten internationale Aufmerksamkeit. Die CUS hat derzeit über 70.000 lebenslange Mitglieder.

## Geschichte
Die Cambridge Union Society wurde am 13. Februar 1815 gegründet. Zwei Jahre später wurde sie von der Universität geschlossen und 1921 unter strengen Auflagen wiedereröffnet. Die Räumlichkeiten an der Bridge Street wurden von Alfred Waterhouse geplant, der später auch Gebäude der Oxford Union entwarf. Sie wurden 1866 errichtet und wenige Jahre darauf erweitert.

## Gastredner (Auswahl)
Zu den bekannteren Rednern der Cambridge Union Society zählen unter anderem die britischen Premierminister Winston Churchill und Margaret Thatcher, die US-Präsidenten Theodore Roosevelt und Ronald Reagan sowie weitere Politiker wie Jawaharlal Nehru, Helmut Kohl, Muammar al-Gaddafi und Frederik Willem de Klerk. Weitere Gastredner waren unter anderem der Dalai Lama, Julian Assange, Dominique Strauss-Kahn, Pamela Anderson, Stephen Hawking und Clint Eastwood.